# Santa Ana Nopalucan
Santa Ana Nopalucan è un comune del Messico, situato nello stato di Tlaxcala, il cui capoluogo è la località omonima.